# Asthall
Asthall – wieś w Anglii, w hrabstwie Oxfordshire, w dystrykcie West Oxfordshire. Leży 24 km na zachód od Oksfordu i 106 km na zachód od Londynu. W 2001 miejscowość liczyła 282 mieszkańców.